# LGBT práva v Africe

Homosexuální styk je legální
Stejnopohlavní manželství
Stejnopohlavní soužití
Žádná právní úprava
Homosexuální styk je protiprávní
Omezená svoboda projevu a shromažďování
Minimální tresty
Přísné tresty
Hrozí doživotí
Trest smrti

Práva leseb, gayů, bisexuálů a transsexuálů (LGBT) v Africe jsou v porovnání se zbytkem světa velmi omezená. Podle odhadu Mezinárodní gay a lesbické asociace z roku 2008 je stejnopohlavní styk trestný ve 38 afrických zemích, zatímco ve zbývajících 13 je buď legální, nebo se o ní tamní zákony nezmiňují.
Dobrovolná stejnopohlavní sexuální aktivita nebyla nikdy kriminalizována v Burkině Faso, Středoafrické republice, Čadu, Republice Kongo, Pobřeží slonoviny, Demokratické republice Kongo, Gabonu, Madagaskaru, Mali, Nigeru a Rwandě.
Od roku 2011 se začaly objevovat první světové velmoci, které se rozhodly s ohledem na diskriminační legislativu afrických zemí omezovat nebo i zcela zakazovat jakoukoli finanční podporu států, které porušují práva homosexuálů. I přesto mnoho z nich na tuto podmínku nepřistoupilo , ba dokonce i v některých případech i zpřísnilo anti-gay legislativu. Mnoho představitelů afrických států cítí, že LGBT práva jsou proti jejich kultuře a náboženskému cítění a stojí si za svým právem na suverenitu a odmítání šíření vlivu západních národů, které se svým vlivem je snaží přimět k poslušnosti.
V Mauritánii, Súdánu a severní Nigérii je za stejnopohlavní styk teoreticky stanoven trest smrti. Ugandě, Tanzanii a Sieře Leoně hrozí pachatelům homosexuálních styků doživotní vězení. Navíc Nigérie přijala také zákony kriminalizující i rodinné příslušníky a okolí LGBT osob, které by je podporovali. Podle výňatku z nigerijských zákonů: "Kdo zatají před orgány veřejné moci jakoukoli formu genderové nekonformity nebo homosexuální aktivitu, bude potrestán odnětím svobody v délce trvání 10 let." Pouze Ústava Jihoafrické republiky patří mezi nejliberálnější v oblasti práv gayů, leseb, jelikož jako jediná na africkém kontinentě garantuje gayům a lesbám právní ochranu, včetně možnosti uzavírat manželství.

## Legislativa napříč zeměmi
| Legislativa v zemi:            | Legální stejnopohlavní styk | Stejnopohlavní soužití                                    | Stejnopohlavní manželství                                  | Homoparentální osvojení                        | Antidiskriminace (sexuální orientace)                                               |
| ------------------------------ | --- | --------------------------------------------------------- | ---------------------------------------------------------- | ---------------------------------------------- | ----------------------------------------------------------------------------------- |
| Alžírsko                       | Nelegální (Trest: Pokuta – až 2 roky vězení) | Ne                                                        | Ne                                                         | Ne                                             | Ne                                                                                  |
| Angola                         | Legální od r. 2011 (někteří soudci se stále řídí starým zákonem kriminalizujícím "amorální" jednání) | Ne                                                        | Ne                                                         | Ne                                             | Částečně zakazuje anti-gay diskriminaci (nedostatečná vymahatelnost)                |
| Benin                          | Legální (nikdy nebyl trestný; rozdílná věková hranice) | Ne                                                        | (Ústavní zákaz od r. 1991)                                 | Ne                                             | Ne                                                                                  |
| Botswana                       | Legální od r. 2019 | Ne                                                        | Ne                                                         | Ne                                             | Zakazuje veškerou anti-gay diskriminaci                                             |
| Burkina Faso                   | / Legální (nikdy nebyl trestán), lze však aplikovat jiné zákony | Ne                                                        | Ne                                                         | Nezjištěno                                     | Ne                                                                                  |
| Burundi                        | Ilegální od r. 2009 (Trest: od 3 měsíce do 2 let vězení a pokuta od 50000 do 100000 burundských franků) | Ne                                                        | Ústavní zákaz od r. 2005                                   | Ne                                             | Ne                                                                                  |
| Čad                            | Ilegální od r. 2017 (Trest: pokuta nebo až 3 roky ve vězení) | Ne                                                        | Ne                                                         | Ne                                             | Ne                                                                                  |
| Konžská demokratická republika | Legální (nikdy nebyl trestán) | Ne                                                        | Ústavní zákaz od r. 2005                                   | Ne                                             | Ne                                                                                  |
| Džibutsko                      | Legální (nikdy nebyl trestán) | Ne                                                        | Ne                                                         | Ne                                             | Ne                                                                                  |
| Egypt                          | / Právně legální, ale dle zákonům o morálce lze uložit až trest ve výši 17 let ve vězení | Ne                                                        | Ne                                                         | Ne                                             | Ne                                                                                  |
| Eritrea                        | Ilegální (Trest: 3-10 let vězení) | Ne                                                        | Ne                                                         | Ne                                             | Ne                                                                                  |
| Etiopie                        | Ilegální (Trest: až 15 let vězení) | Ne                                                        | Ne                                                         | Ne                                             | Ne                                                                                  |
| Gabon                          | Legální od r. 2020 + podepsána deklarace Spojených národů | Ne                                                        | Ne                                                         | Ne                                             | Ne                                                                                  |
| Gambie                         | Ilegální od r. 1888 (trest smrti od 9. října 2014 ) | Ne                                                        | Ne                                                         | Nezjištěno                                     | Nezjištěno                                                                          |
| Ghana                          | Mužský nelegální (Trest: 10 a více let ve vězení) Ženský vždy legální | Ne                                                        | Ne                                                         | Ne                                             | Ne                                                                                  |
| Guinea                         | Ilegální od r. 1988 (Trest: od 6 měsíců do 10 let vězení) | Nezjištěno                                                | Ne                                                         | Nezjištěno                                     | Nezjištěno                                                                          |
| Guinea-Bissau                  | Legální od r. 1993 + podepsána deklarace Spojených národů | Ne                                                        | Ne                                                         | Homosexuální jednotlivec může osvojit          | Ne                                                                                  |
| Jižní Afrika                   | Legální od r. 1994 | Legální od r. 1996                                        | Legální od r. 2006                                         | Legální od r. 2002                             | Zakazuje veškerou anti-gay diskriminaci                                             |
| Kamerun                        | Ilegální od r. 1972 (Trest: Pokuta – 5 let vězení; navrženo zrušení) | Ne                                                        | Ne                                                         | Ne                                             | Ne                                                                                  |
| Kapverdy                       | Legální od r. 2004 + podepsána deklarace Spojených národů | Ne                                                        | Ne                                                         | Ne                                             | Zakazuje veškerou anti-gay diskriminaci                                             |
| Keňa                           | Mužský ilegální od r. 1897 (Trest: až 14 let vězení; navrženo zrušení) Ženský legální | Ne                                                        | (Ústavní zákaz od r. 2010.)                                | Ne                                             | Ne                                                                                  |
| Komory                         | Zakázáno chování "proti přírodě" (trest: až 5 let vězení + pokuta;nevymáháno) | Ne                                                        | Ne                                                         | Ne                                             | Nezjištěno                                                                          |
| Kongo                          | Legální ( ovšem rozdílný věk způsobilosti) | Ne                                                        | Ne                                                         | Ne                                             | Ne                                                                                  |
| Lesotho                        | Legální od r. 2012 | Ne                                                        | Ne                                                         | (pouze manželský pár "muž a žena" smí osvojit) | Ne                                                                                  |
| Libérie                        | Ilegální od r. 1976 (Trest: Pokuta až 1 rok vězení; navrženo zrušení). | Ne                                                        | Ne                                                         | Ne                                             | Ne                                                                                  |
| Libye                          | Ilegální od r. 1953 (Trest: Pokuta – až 5 let vězení). | Ne                                                        | Ne                                                         | Ne                                             | Ne                                                                                  |
| Madagaskar                     | Legální (rozdílný věk způsobilosti) | Ne                                                        | Ne                                                         | Ne                                             | Ne                                                                                  |
| Malawi                         | Ilegální od r. 189 (Trest: u mužů až 14 let vězení, 5 let vězení u žen; navrženo zrušení) | Ne                                                        | Ne                                                         | Ne                                             | Ne                                                                                  |
| Mali                           | Legální (nikdy nebyl trestán) | Ne                                                        | Ne                                                         | Nezjištěno                                     | Ne                                                                                  |
| Maroko (vč. Západní Sahary)    | Ilegální (Trest: 6 měsíců – 3 roky vězení) | Ne                                                        | Ne                                                         | Ne                                             | Ne                                                                                  |
| Mauricius                      | Ilegální (Trest: 5 let vězení pro muže) Ženský vždy legální + podepsána deklarace Spojených národů (probíhá debata o zrušení zákona) | Ne                                                        | Ne                                                         | Ne                                             | Zakazuje veškerou anti-gay diskriminaci                                             |
| Mauritánie                     | Ilegální (Trest: Teoreticky trest smrti, ten se však v zemi nevykonává) | Ne                                                        | Ne                                                         | Ne                                             | Ne                                                                                  |
| Mosambik                       | Legální od r. 2015 | Ne                                                        | Ne                                                         | Ne                                             | Částečně zakazuje anti-gay diskriminaci                                             |
| Namibie                        | Mužský Ilegální od r. 1920 (neuplatňováno) Ženský legální | / Registrovaná partnerství uzavřená v zahraničí uznávána. | / Stejnopohlavní manželství uzavřená v zahraničí uznávána. | Ne                                             | Antidiskriminační ustanovení se stalo neefektivním po přijetí nového zákoníku práce |
| Niger                          | / Není přímo protizákonný, lze však aplikovat jiné zákony (rozdílná věková hranice) | Ne                                                        | Ne                                                         | Ne                                             | Ne                                                                                  |
| Nigérie                        | Mužský ilegální od r. 1940 Ženský ilegální v oblastech s právem Šaría (Trest v oblastech Šaría: Až trest smrti pro muže, až 50 ran a 6 měsíců vězení pro ženy. Trest pro muže mimo oblasti Šaría: Až 14 let vězení.) Ženský legální v ostatních oblastech | Ne                                                        | Ne                                                         | Ne                                             | Ne                                                                                  |
| Pobřeží slonoviny              | Legální (nikdy nebyl trestný; rozdílná věková hranice) | Ne                                                        | Ne                                                         | Ne                                             | Ne                                                                                  |
| Rwanda                         | Legální Návrh z prosince 2009 napodobující ugandský návrh trestu smrti pro stejnopohlavní vztahy byl zamítnut zčásti díky silnému odporu rwandského ministra spravedlnosti.                                                                               | Ne                                                        | (Ústavní zákaz od r. 2003)                                 | Ne                                             | Ne                                                                                  |
| Rovníková Guinea               | Vždy legální | Ne                                                        | Ne                                                         | Ne                                             | Ne                                                                                  |
| Senegal                        | Ilegální od r. 1966 (Trest: 1 měsíc až 5 let vězení) | Ne                                                        | Ne                                                         | Ne                                             | Ne                                                                                  |
| Seychely                       | Legální od r. 2016 + podepsána deklarase OSN | Ne                                                        | Ne                                                         | Ne                                             | Částečně zakazuje anti-gay diskriminaci                                             |
| Sierra Leone                   | Mužský ilegální Ženský legální + podepsána deklarace Spojených národů | Ne                                                        | Ne                                                         | Ne                                             | Ne                                                                                  |
| Somálsko                       | Ilegální (Trest:až 3 roky vězení) | Ne                                                        | Ne                                                         | Ne                                             | Ne                                                                                  |
| Středoafrická republika        | Legální (nikdy nebyl trestný) + podepsána deklarace Spojených národů | Ne                                                        | (Ústavní zákaz od r. 2016)                                 | Ne                                             | Ne                                                                                  |
| Súdán                          | Ilegální od r. 1899 (Trest: 5 let vězení až trest smrti) | Ne                                                        | Ne                                                         | Ne                                             | Ne                                                                                  |
| Svatý Tomáš a Princův ostrov   | Legální od r. 2012 + podepsána deklarace Spojených národů | Ne                                                        | Ne                                                         | Ne                                             | Nezjištěno                                                                          |
| Svazijsko                      | Mužský ilegální od 19. století (Trest: Pokuta – vězení) Ženský legální | Ne                                                        | Ne                                                         | Ne                                             | Ne                                                                                  |
| Tanzanie                       | Mužský ilegální (Trest: doživotní vězení) | Ne                                                        | Ne                                                         | Ne                                             | Ne                                                                                  |
| Togo                           | Ilegální od r. 1980 (Trest: Pokuta až 3 roky vězení; navrženo zrušení) | Ne                                                        | Ne                                                         | Ne                                             | Ne                                                                                  |
| Tunisko                        | Ilegální od r. 1913 (Trest: Pokuta – 3 roky vězení) | Ne                                                        | Ne                                                         | Ne                                             | Ne                                                                                  |
| Uganda                         | Ilegální (Trest: Doživotí, smrt zakázaná ústavním soudem) | Ne                                                        | Ústavní zákaz od r. 2005                                   | Ne                                             | Ne                                                                                  |
| Zambie                         | Ilegální od r. 1913 (Trest: Pokuta – 14 let vězení; navrženo zrušení) | Ne                                                        | Ne                                                         | Ne                                             | Ne                                                                                  |
| Zimbabwe                       | Mužský ilegální (Trest: až 14 let vězení; navrženo zrušení) Ženský legální | Ne                                                        | (Ústavní zákaz od r. 2013)                                 | Ne                                             | Ne                                                                                  |